# Tremenda Jauría
Tremenda Jauría és un grup musical de Madrid que fusiona cúmbia-punk, reggaeton combatiu i música electrònica. Aquesta barreja original d'estils musicals crea un estil popular que anomenen «cumbiatron» o «electrocúmbia». El grup ha col·laborat amb artistes com Kumbia Queers, Sara Hebe, Zoo, Fermin Muguruza i Roba Estesa.
Les lletres de Tremenda Jauría versen sobre el compromís social i polític amb el feminisme i l'anticapitalisme, i sovint utilitzen el programa Auto-Tune per a modular les veus.

## Components
- Mc Chucho (veu, guitarres, charango i producció electrònica)
- Mc Machete (veu, güiro i producció electrònica)
- Mc Larrata (veu, baix, acordió i producció electrònica)
- Ganga DJ (punxadiscos)

## Discografia
- Mordiendo (2016)
- Cuentas pendientes (2017)
- Codo con codo (Propaganda Pel Fet!, 2018)[3]
- IV (2019)[4]
- Directxs al colapso (2021)[5]
- Todxs igual (2022)